# Censor (eksamen)
 For alternative betydninger, se Censor. (Se også artikler, som begynder med Censor)
En censor er en person, som skal sikre, at eleven ved en eksamen bliver uvildigt bedømt efter given forskrift udstedt af en autoritet eller myndighed. Typisk er censoren en underviser fra en anden undervisningsinstitution, som er uddannet eller forsker i samme fagområde.
En skuemester fører tilsyn med udførelsen og vurderer resultatet af en svendeprøve.

## Reference
1. ↑  skuemester — Den Danske Ordbog

| Skole | Spire Denne artikel om en skole, en uddannelsesinstitution eller uddannelse er en spire som bør udbygges. Du er velkommen til at hjælpe Wikipedia ved at udvide den. |